# 細井雄二
細井雄二，本名相同（1950年9月27日—），日本資深男性漫畫家。出身於東京都三鷹市。別名秋津。現任京都造形藝術大學藝術學部漫畫學科長、教授。

## 來歷
細井他從學生時期開始參加他同學菅野誠組成的同人團體「Mutant Pro.（日语：ミュータントプロ）」，並發表了他的首部同人創作「墨汁三滴」。
1968年，於蟲製作公司發行雜誌「COM」以漫畫家正式出道。高中畢業後，翌年1969年起擔任江波讓二的助手開始他的漫畫事業。1971年，加入石森Pro.的作畫團隊。
1972年，隨著講談社旗下雜誌《朋友》創刊，開始參加漫畫版《假面騎士》系列的連載。從此之後，主要參加《假面騎士》系列和《超級戰隊》系列等特攝影集作品的電視動畫衍生兒童取向漫畫的繪製。
2004年就任Digital Arts東京插圖／漫畫學科講師，2009年就任寶塚大學兼任講師。2011年4月起就任京都造形藝術大學藝術學部漫畫學科兼任講師，2013年4月受晉升為准教授，2014年4月受晉升為教授，2016年4月就任漫畫學科科長。

## 作品列表
未標示出版社說明由講談社發行。

### 系列別
- 《假面騎士》系列
  - 假面騎士（原作：石之森章太郎，講談社《別冊快樂幼稚園（日语：たのしい幼稚園 (雑誌)）》1972年10月號別冊付錄→《朋友（日语：おともだち）》1972年9月號－1973年2月號連載）
  - 假面騎士V3（原作：石之森章太郎，講談社《朋友》1973年3月號－1974年3月號連載）
  - 假面騎士X（原作：石之森章太郎，講談社《朋友》1974年4月號－10月号連載）
  - 假面騎士AMAZON（原作：石之森章太郎，講談社《朋友》1974年11月號－1975年4月号連載）
  - 假面騎士Stronger（原作：石之森章太郎，講談社《朋友》1975年5月號－12月号連載）
  - 假面騎士ZX（原作：石之森章太郎，講談社《TV Magazine（日语：テレビマガジン）》1982年8月號－1983年1月號連載）※秋津名義。
  - 假面騎士BLACK RX（原作：石之森章太郎，講談社《Comic BomBom》連載）
  - 假面騎士SD Mighty Riders（原作：石之森章太郎，講談社《TV Magazine》1992年－1994年連載）
  - 假面騎士SD太（原作：石之森章太郎，講談社《TV Magazine》1994年－1999年連載）
- 《超級戰隊》系列
  - 秘密戰隊五連者（原作：石之森章太郎，小學館《小學二年生（日语：小学館の学年別学習雑誌）》1975年4月號－1977年3月號連載）
  - JAKQ電擊隊（原作：石之森章太郎，小學館《小學二年生》1977年5月號－9月號連載）
  - 戰鬥狂熱J（講談社《TV君（日语：てれびくん）》1979年連載）
  - 電子戰隊電磁人（講談社《TV君》1980年連載）
  - 太陽戰隊太陽火神（講談社《TV君》1981年連載）
  - 大戰隊GOGGLE V（講談社《TV君》1982年連載）
  - 科學戰隊炸藥人（講談社《TV君》1983年連載）
  - 超電子生化人（講談社《TV君》1984年連載）
  - 電擊戰隊變化人（講談社《TV君》1985年連載）
  - 超新星閃光人（講談社《TV君》1986年連載）
  - 光戰隊覆面人（講談社《TV君》1987年連載）
  - 超獸戰隊生命人（講談社《TV君》1988年連載）
  - 高速戰隊渦輪連者（講談社《TV君》1989年連載）
  - 地球戰隊五人組（講談社《TV君》1990年連載）

### 出版社別
小學館
- 《小學館學年別學習雜誌（日语：小学館の学年別学習雑誌）》
  - 電腦奇俠01（原作：石之森章太郎，《小學二年級》1973年7月號－1974年3月號連載）
  - （《小學二年級》1972年12月號－1973年4月號連載）
  - （《小學二年級》1973年5月號－10月號連載）
  - （《小學二年級》1973年11月號－1974年3月號連載）
  - 恐龍大戰爭（《小學一年級》1977年11月號－1978年3月號連載）
  - 警犬卡爾（原作：佐佐木守（日语：佐々木守），《小學二年級》1977年11月號－12月號連載）
  - （原作：真先，《小學五年級》1980年4月號－1981年3月號連載）
  - （原作：辻真先，《小學五年級》1981年4月號－1982年3月號連載）
  - （原作：辻真先，《小學五年級》1982年4月號－1983年3月號連載）
  - 必勝「丸大冒」（《小學六年級》1986年11月號刊載）

- 《快樂快樂月刊》
  - 奇跡野球王 （No.1短篇刊載）
  - 怪奇野球背番（No.2短篇刊載）
  - -王選手名勝負物語- 王選手756道（原作：三宅泰人，No.3短篇刊載）
  - 王選手800道（No.7短篇刊載）
  - 怪奇！（1979年9月號短篇刊載）
  - 恐怖化（1979年11月號短篇刊載）
  - 怪奇！屋敷（1980年9月號短篇刊載）

- 《週刊少年Sunday》
  - 人造人間電腦奇俠（原作：石之森章太郎、作畫工作人員：土山、細井雄二、山田，1972年30號－1974年13號連載）

德間書店
- 《TV Land（日语：テレビランド）》
  - 綠野仙蹤（原作：李曼·法蘭克·鮑姆，1974年－1975年連載）※秋津名義。
  - 伏魔三劍俠（原作：石之森章太郎，1976年連載）
  - 超神三戰士（原作：石之森章太郎，1976年－1977年連載）
  - 快傑Z（原作：石之森章太郎，連載）
  - 快獸布斯卡（1991年－1997年連載）

講談社
- 《Comic BomBom》
  - 餓狼傳說系列（連載）
  - 格鬥天王（增刊號短篇刊載）
  - 少年探偵事件簿（連載）
  - 少年（《Comic BomBom》增刊號→《Deluxe BomBom》1989年－1991年連載）
  - 新鎧傳（原作：矢立肇，《Deluxe BomBom》連載）
  - 街頭快打·凱（增刊號短篇刊載）
  - 元氣之元（2007年12月號短篇刊載）

- 《TV Magazine（日语：テレビマガジン）》
  - 陰陽電磁俠（1976年－1977年連載）
  - 大鐵人17（原作：石之森章太郎，1977年4月增刊號短篇刊載）
  - 冒險家族 這裡是惑星0號地（日语：冒険ファミリー ここは惑星0番地）（連載）
  - 變形金剛太空傳說（2003年5月號－完結時間不詳）
  - 宇宙小超人（連載）
  - （連載）
  - （連載）
  - 丸（連載）
  - 小（2001年2月號－2002年6月號連載）
  - 電動作（2002年7月號－2003年4月號連載）

- 《朋友（日语：おともだち）》
  - 變身忍者 嵐（原作：石之森章太郎，1972年－1973年連載）

- 《TV君（日语：てれびくん）》
  - 超電磁波羅五號（連載）

學習研究社
- 天空之要塞（原作：田中光二）
- 超潛水艦出擊（原作：田中光二）
- 蒼空之盾（原作：內田弘樹（日语：内田弘樹））

朝日Sonorama
- 大空魔龍

GOMA-BOOKS
- 黎明之艦隊（原作：檀良彥）

KADOKAWA／角川書店
- SD鋼彈FORCE外傳（《鋼彈ACE》連載）

## 師承
- 石之森章太郎
- 江波讓二（日语：江波譲二）

## 來源
1. 1 2 3 4 5 6 7 8  五十嵐浩司「石之森章太郎的繼承者 假面騎士漫畫家家列傳 第3回 細井雄二」《OFM假面騎士3 2004》，第31頁。
2. 1 2 3 4 5 6 7 8  . 京都造形藝術大學.   [2017-10-15]. （原始内容存档于2016-09-14） （日语）.
3. ↑  菅谷充著《假面騎士青春譜 另外一種昭和漫畫史》 ISBN 978-4780801637